# ながら (列車)
- 長良川鉄道ナガラ300形気動車 > ながら
- 長良川鉄道ナガラ500形気動車 > ながら

ながらは、長良川鉄道が2016年（平成28年）から越美南線で運行している観光列車である。
本項では当列車に使用される専用車両についても記述する。

## 概要
長良川鉄道の利用客は沿線人口の減少や並行道路の高規格化などによって減少傾向にあり、沿線住民の利用増加も見込めないなど厳しい状況が続いていたため、利用促進を目的に計画された観光列車である。デザインは水戸岡鋭治が担当し、当初の時点では2両が改造された。
利用には大きく分けて乗車のみのプランと食事付きのプランがあり(後述)、前者が自由乗降なのに対して後者は乗車区間が限定されるといった違いがある。
運行開始後は季節差はあるものの予想を超える利用客数となり、2018年にはクラウドファンディングを活用して3両目の車両を導入している。
「味わいながら」「眺めながら」など、接続助詞の「…ながら」と絡めたキャッチフレーズを展開している。
列車はワンマン運転だが、いずれの列車もアテンダントが全区間乗車している。

## 運行概況
2023年度からは、市販の時刻表に掲載される普通列車としての運行である1号（下り）および2号（上り）が運行されている。列車としては美濃太田駅 - 北濃駅間の全線運行であるが、ビュープラン以外のプランでは乗降できる駅に制限がある。なお、2022年度まで、時刻表に掲載されない団体専用列車として運行されていた川風号（1往復）があり、下りが関駅 → 郡上八幡駅間、上りが郡上八幡駅 → 美濃太田駅間の運行で、発着駅以外での乗降はできなかった。

### 停車駅（1・2号）
美濃太田駅 - 富加駅 - 関駅 - 美濃市駅 - 郡上八幡駅 - 郡上大和駅 - 美濃白鳥駅 - 白山長滝駅 - 北濃駅
- 駅間の計9ヶ所でも、眺望のための徐行・停車サービスが行われる[6]。
- ランチプラン及びスイーツプランに使用される鮎号の車内にはトイレが設けられているが、ビュープラン用の森号にはトイレが設けられていない。その代わりに、美濃市駅と郡上八幡駅の間にある大矢駅で10分程のトイレ休憩が取られる（乗降扱いは行わず、いわゆる長距離高速バスにおける、サービスエリアやパーキングエリアでの開放休憩と同じようなものである）。それ以外の駅でも、郡上八幡駅と関駅（2号のみ）で停車時間があるため、この駅でアテンダントに申告してトイレを利用することもできる。
- 2号は郡上八幡駅と関駅で2度列車番号が変わる[7]。

## 現行プラン
季節限定の特別プランを除くと以下のプランが設定されている。食事付きのプランについては1号・2号で往復セットにするプランもあり、この場合は単純な合計よりも安く利用可能となる。
ビュープラン以外のプランではあらかじめ当日有効のフリー乗車券（越美南線全線乗り降り自由）が自宅に郵送され、これを含めた料金設定となっている。
予約は乗車日2ヵ月前の各月1日10時から専用ダイヤルで受け付けているほか、関駅に設置された専用の窓口で予約することもできる（毎月1日および12月31日 - 1月3日は休業）。
- ランチプラン[9]
  - 1号で設定。乗車区間は美濃太田駅 → 郡上八幡駅。岐阜市にある「都ホテル岐阜長良川」による和洋食が提供される。本プランのみ付属の乗車券が2日間有効となっている。また、本プランに限り最小催行人数が決められており、出発2週間前の段階で予約数が5名に満たない場合は中止となる。

- スイーツプラン[10]
  - 2号で設定。乗車区間は郡上八幡駅 → 美濃太田駅。郡上市にあるイタリアンレストラン「雀の庵」によるスイーツが提供される。なお、「雀の庵」は、2022年度まで先述のランチプランの料理も手掛けていた。

- ビュープラン[11]
  - 1・2号で設定。乗車区間は指定されておらず、どの停車駅で乗降しても良い。ただし、トイレ休憩で停車する大矢での乗降はできない。利用には510円（均一、大人・小人同額）の乗車整理券が必要だが、他のプランと異なり空席がある場合は当日券の購入も可能で[12]、定員制自由席として1号車の好きな座席を利用することができる。なお、乗車券は付属しないため別に購入する必要がある（定期乗車券・回数乗車券での乗車も可能）。
  - JR東海が販売しているJR東海&16私鉄 乗り鉄☆たびきっぷを利用しての乗車はできない。

## 過去のプラン
- お弁当プラン[13]
  - 2022年度まで、川風号の下り列車で設定されていた。乗車区間は関駅 → 郡上八幡駅。美濃市にある料理店「瓢麓苑」による日本料理の弁当が提供されていた。ランチプランよりも安価で利用できることがアピールされていた[4]。

- ほろ酔いプラン[14]
  - 2022年度まで、川風号の上り列車で設定。乗車区間は郡上八幡駅 → 美濃太田駅。「奥美濃のお母さん達が開発した」というおつまみと、5本から2本を選択する地酒（未成年は茶）が提供されていた。

## 使用車両
1号車と2号車はナガラ300形、3号車はナガラ500形の改造車となっている。いずれの車両も沿線の景色とのコントラストを見据えたロイヤルレッド基調で、車内には岐阜県産の天然木や郡上本染で知られる郡上市八幡町の暖簾、繊維の街として知られる愛知県一宮市の布生地など、地元で生産された素材を多用している。通常時は1・2号はプランの設定状況により1号車・2号車どちらかまたは美濃太田駅～郡上八幡駅間の連結2両編成、川風号は3号車単独で設定される。

### 1号車「森号」

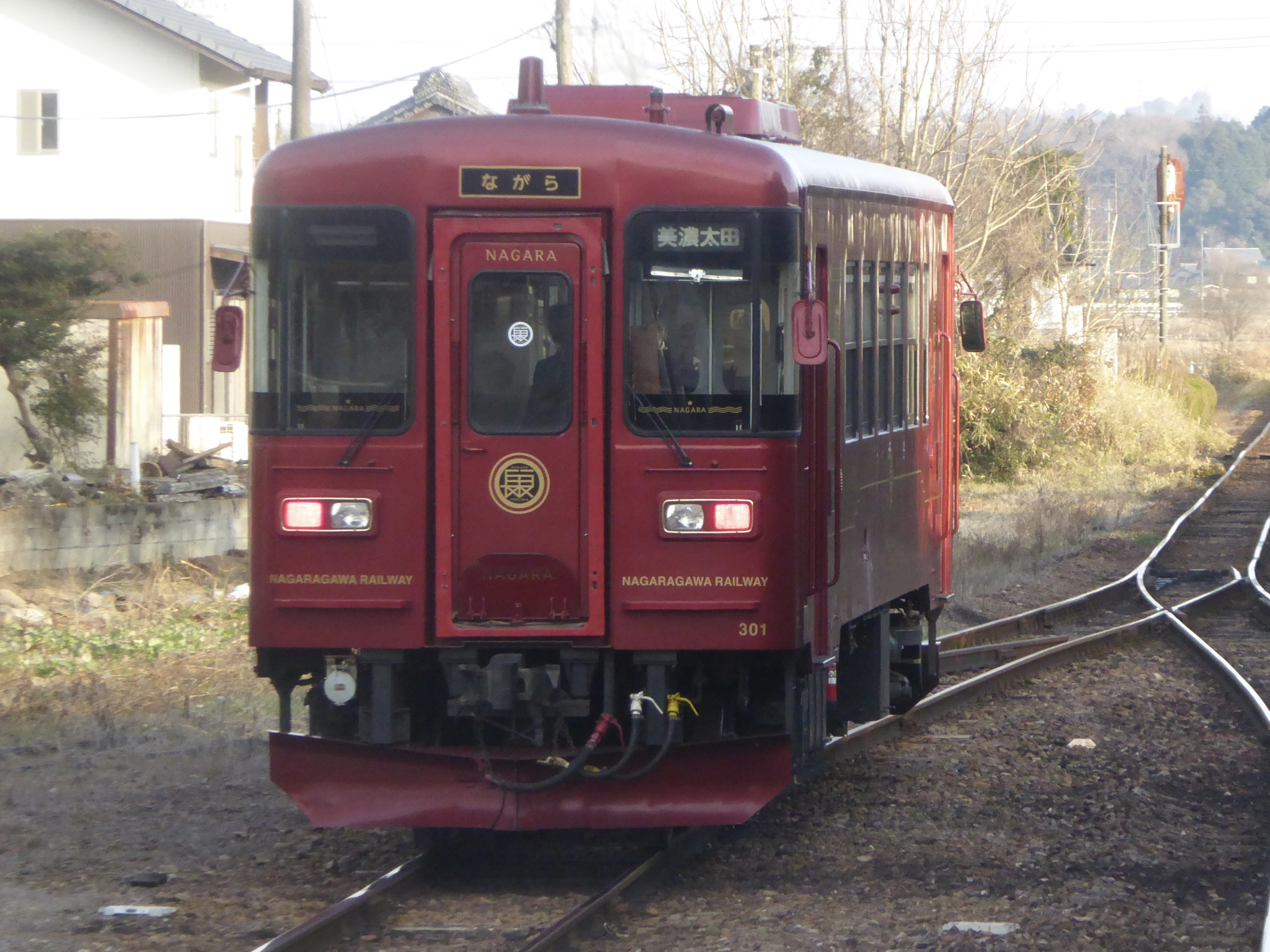
1号車「森号」

種車はナガラ301。車体中央部に4人掛けのボックスシートが左右に3組ずつ設けられ、車端部はロングシートである。また北濃方には車内販売カウンターと窓向きのカウンター席が設置されている。定員は38名で、ビュープラン用の車両として使用される。

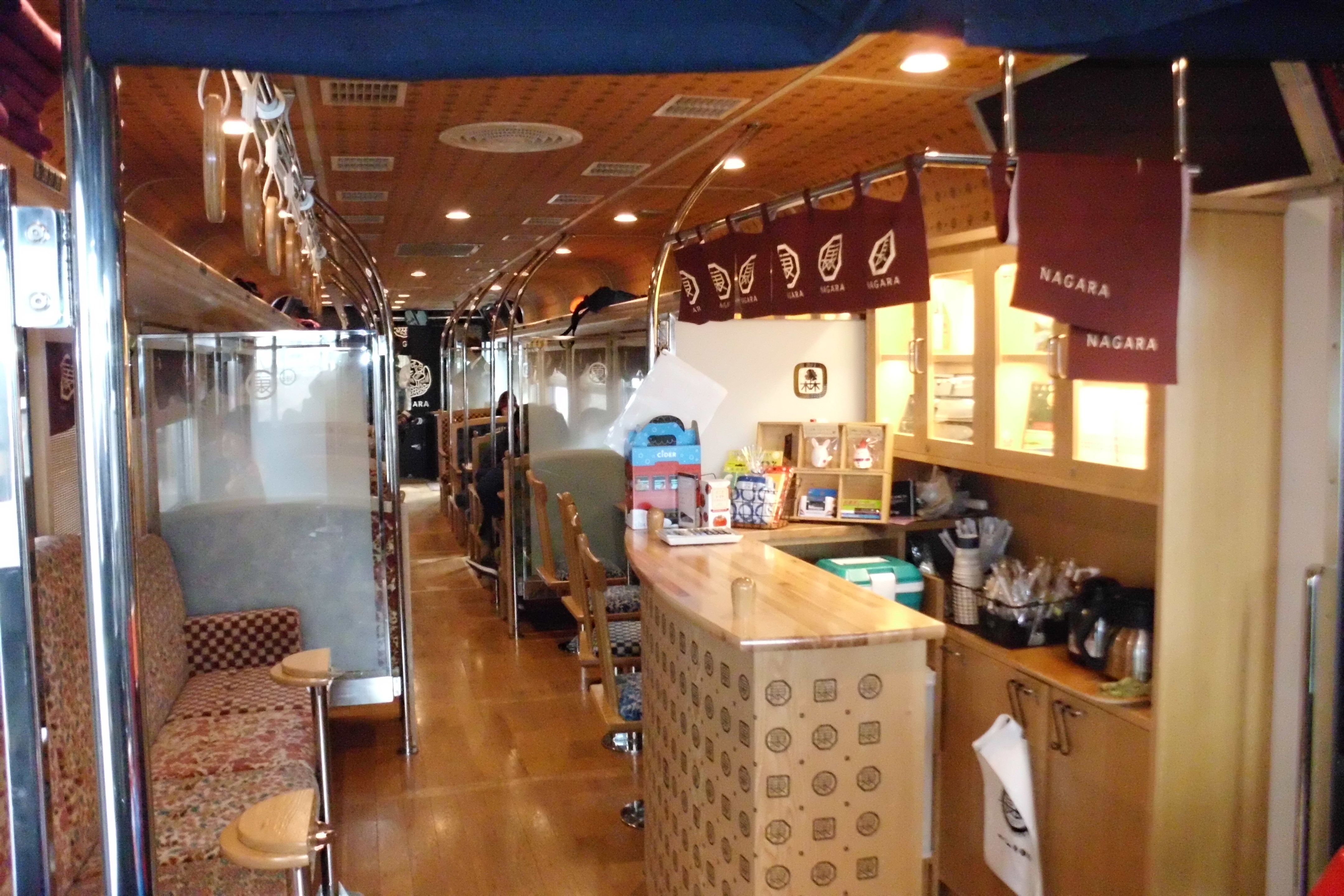
車内

### 2号車「鮎号」

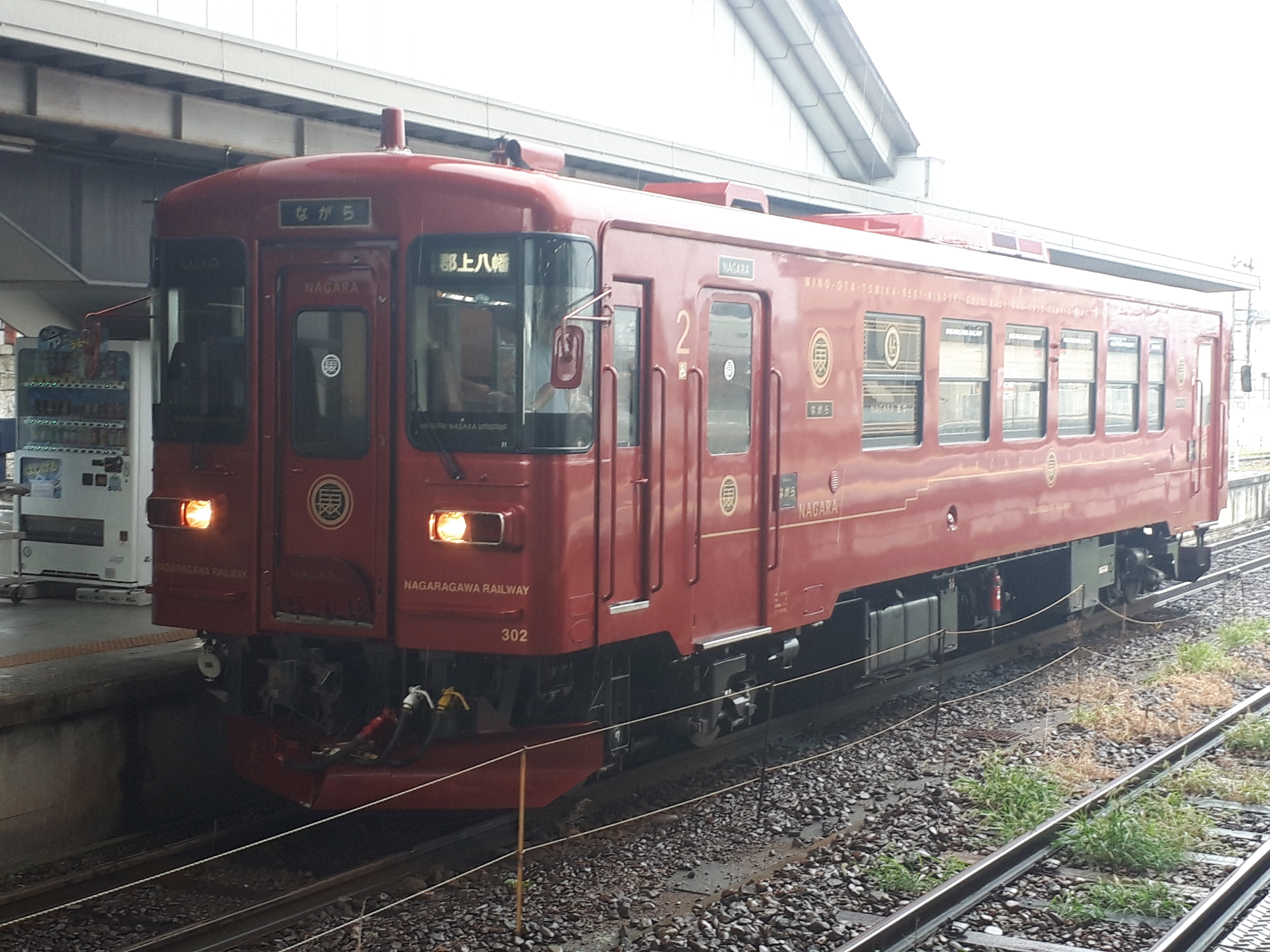
2号車「鮎号」

種車はナガラ302。2人掛けボックスシート5組・4人掛けボックスシート3組があるほか、車内販売カウンターや窓向きのカウンター席も「森号」とは別に設置されている。なおボックスシートはカーテンで通路と簡易的に区切ることができる構造である。定員は25名で、食事付きプラン用の車両として使用される。

### 3号車「川風号」

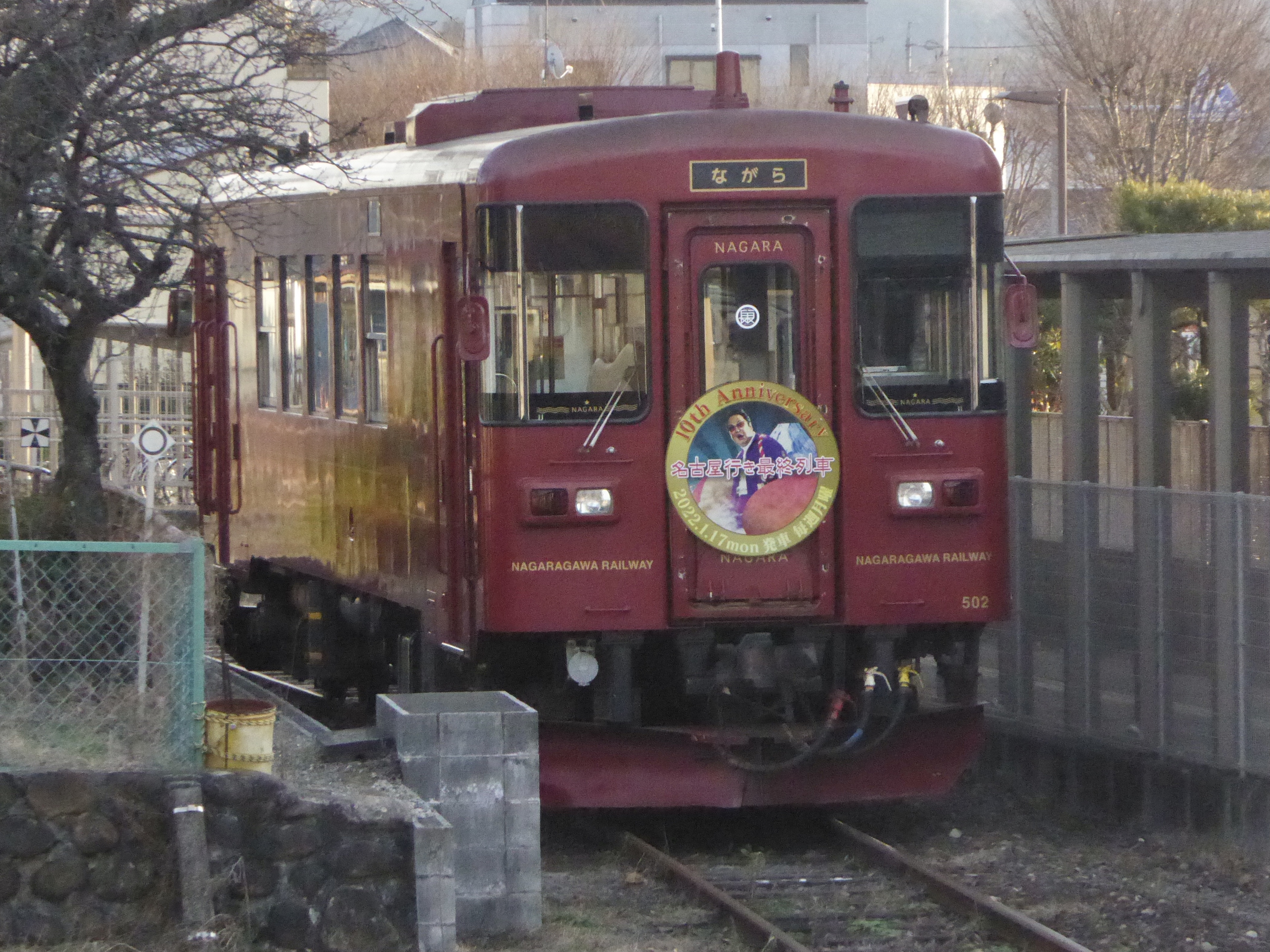
3号車「川風号」

2018年にクラウドファンディングを活用して追加改造された車両で、種車はナガラ502。全体がハイバックタイプのロングシート（排気筒部分は囲むように半円形となる）で、座席前にテーブルを取り付けることができる構造。水戸岡はダンスフロアなどパーティー会場として活用することを提案している。定員は26名で、1号車・2号車とは別立てで「川風号」を冠したプランに使用されていた。また、「森号」が車両検査に入る場合にはビュープランの車両として代走運用される他、乗車券だけで利用できる一般の定期列車に充当されることもある。